# NGC 1327
NGC 1327 este o emission-line galaxy⁠(d) situată în constelația Cuptorul. A fost descoperită în 1886 de către Ormond Stone⁠(d). Se află la o distanță de 173,78 de megaparseci de Pământ.